# Morra (Città di Castello)
Pour les articles homonymes, voir Morra (homonymie).
Morra est une frazione de la commune de Città di Castello en  Ombrie (Italie).

## Géographie
Morra se situe dans la vallée du Nestore, dans la province de Pérouse, aux confins de la Toscane, sur la route provinciale 104 à environ 14 km de Città di Castello, à mi-chemin de Cortone.
Le hameau comptait, en 2001, une population de  400 habitants

## Histoire
Le nom du hameau Morra est issu du terme du dialecte local murra, « roche ».
Morra a été un lieu important pendant la période romaine, surtout à l'époque des martyres chrétiens et pendant les Quattrocento et Cinquecento, documentés par les édifices et œuvres notables in situ.
Pendant l'automne 1943, Angelo Ferri constitua à Morra un groupe de partisans dénommé « Gruppo armato Morra »,, .

## Personnalités liées au hameau
- Luca Signorelli

## Économie et manifestations
La position collinaire est propice au développement de l'agriculture.

## Sites particuliers

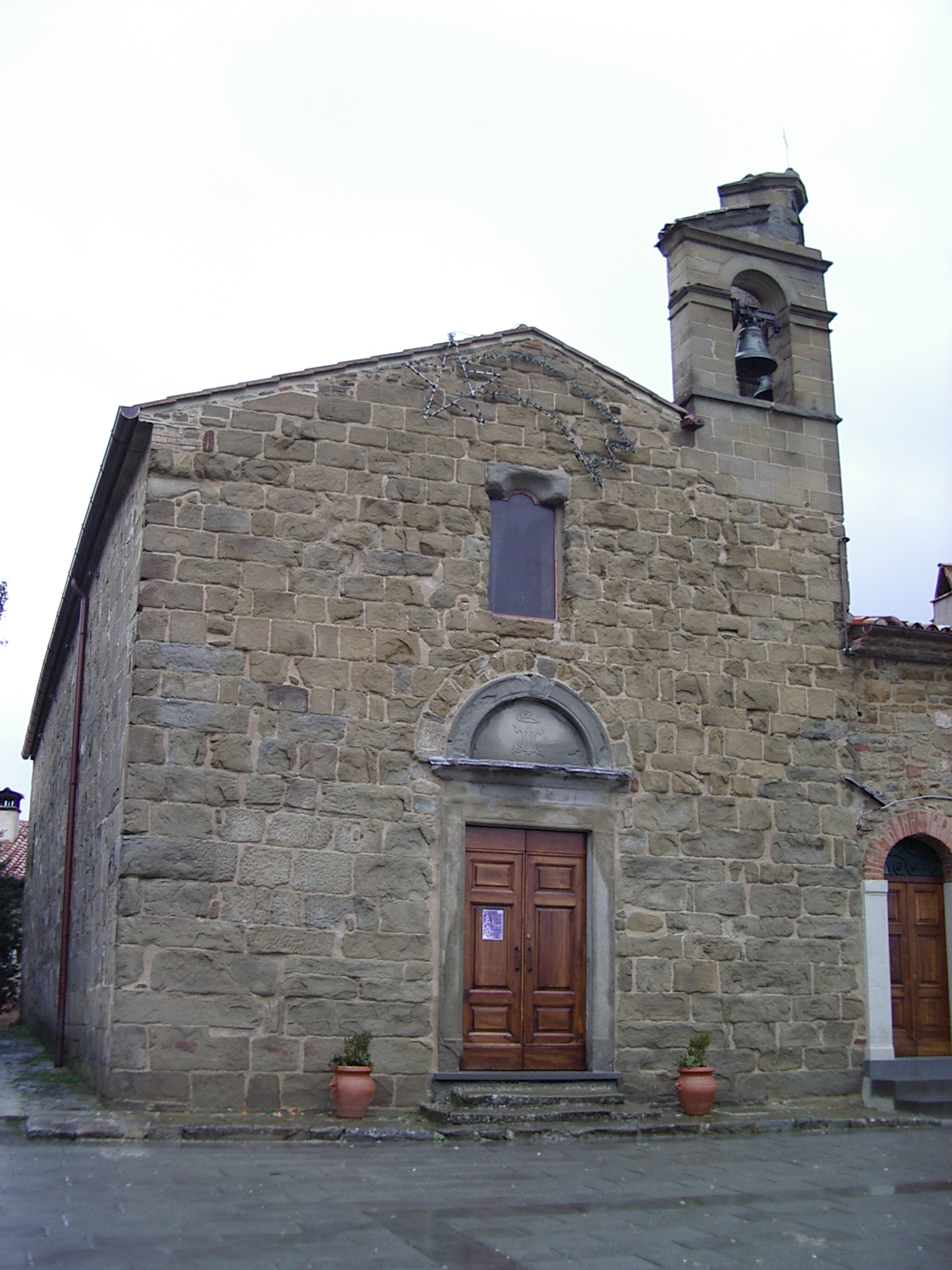
Pieve Santa Maria Assunta.

- Oratoire San Crescentino[7], comporte des fresques de Luca Signorelli et son école dont une Flagellation[8] et une Crucifixion[9]. Sur sa façade deux inscriptions, l'une datant de 1420 et l'autre de 1507, indiquent respectivement la construction de l'oratoire original et son agrandissement successif[10].

Au musée des Offices de Florence et au musée du Louvre à Paris se trouvent deux dessins préparatoires de Signorelli.
Dans la sacristie de l'oratoire se trouvent des fresques de style gothique tardif d'un maître anonyme local (XIVe siècle).
- Pieve Santa Maria Assunta

## Sources
- (it) Cet article est partiellement ou en totalité issu de l’article de Wikipédia en italien intitulé « Morra (Città di Castello) » (voir la liste des auteurs).